# Ганнівка (Коростенський район)
Га́ннівка (раніше також Аннівка) — село в Україні, у Народицькій селищній територіальній громаді Коростенського району Житомирської області. Чисельність населення становить 39 осіб (2001).

## Населення
Наприкінці 19 століття в поселенні налічувалося 162 мешканці, дворів — 23, у 1906 році — 176 жителів, дворів — 23, у 1923 році — 186 мешканців, дворів — 35.
Відповідно до результатів перепису населення СРСР, кількість населення станом на 12 січня 1989 року становила 117 осіб. Станом на 5 грудня 2001 року, відповідно до перепису населення України, кількість мешканців села становила 39 осіб.

## Історія
Наприкінці 19 століття — село Народицької волості Овруцького повіту Волинської губернії, за 25 верст від Овруча. Входило до православної парафії в Любарці (9 верст).
У 1906 році — сільце Народицької волості (1-го стану) Овруцького повіту Волинської губернії. Відстань до повітового центру м. Овруч становила 25 верст, до волосного центру містечка Народичі — 5 верст. Найближче поштово-телеграфне відділення розміщувалося в Овручі.
У 1923 році увійшло до складу новоствореної Хуторо-Розсохівської (згодом — Розсохівська) сільської ради, яка 7 березня 1923 року включена до складу новоутвореного Народицького району Коростенської округи. Розміщувалося за 6 верст від районного центру міст. Народичі та за 3 версти — від центру сільської ради, хутора Розсохівський.
5 березня 1959 року, внаслідок об'єднання сільських рад, підпорядковане Любарській сільській раді Народицького району Житомирської області. 15 січня 1982 року, відповідно до рішення Житомирського облвиконкому № 19 «Про зміну адміністративно-територіального поділу Народицького району», село включене до складу відновленої Розсохівської сільської ради Народицького району. 30 грудня 1962 року, в складі сільської ради, передане до Овруцького району, 4 січня 1965 року — до складу Малинського району, 5 лютого 1965 року повернуте до складу Овруцького району, 8 січня 1966 року — до складу відновленого Народицького району.
23 липня 1991 року, відповідно до постанови Кабінету Міністрів Української РСР № 106 «Про організацію виконання постанов Верховної Ради Української РСР…», село віднесене до зони безумовного (обов'язкового) відселення внаслідок аварії на Чорнобильській АЕС. 24 травня 2007 року, відповідно до рішення Житомирської обласної ради, внаслідок ліквідації Розсохівської сільської ради село підпорядковане Народицькій селищній раді Народицького району.
6 серпня 2015 року увійшло до складу новоутвореної Народицької селищної територіальної громади Народицького району Житомирської області. Від 19 липня 2020 року, разом з громадою, у складі новоствореного Коростенського району Житомирської області.